# Argote (Burgos)
Pour les articles homonymes, voir Argote.
Argote est un concejo du comté de Treviño. Il est situé dans la comarque de l'Èbre, dans la communauté autonome de Castille-et-León, province de Burgos en Espagne.
Bien que le basque ait cessé d'être parlé dans l'enclave entre les XVIIe et XVIIIe siècles, au cours des dernières années, il a été introduit de nouveau, principalement en raison des mouvements de population depuis l'Alava et de la création d'ikastolas qui enseignent dans cette langue. Il convient de rappeler que l'enclave constitue une région historiquement basque, ce qui confère à cette réintroduction une dimension à la fois culturelle et symbolique.
L'enquête sociolinguistique sur l'état de la langue basque dans l'enclave de 2007 démontre que 13,5 % des habitants sont bilingues et 13 % des bilingues passifs. Dans l'étude de 2012, la population bilingue atteint 22 % et 17 % de bilingues passifs. C'est une progression rapide, et plus la proportion de bilingues est grande, plus la tranche d'âge est jeune.